# Bernd Klimmer
Bernd Klimmer (* 25. Februar 1940 in Kaiserslautern) ist ein deutscher Buchautor, Dozent und Maler.

## Leben und Wirken
Vor seiner Tätigkeit als Maler widmete sich Klimmer ganz der Musik. Mit 16 Jahren spielte er als Kontrabassist und Gitarrist modernen Jazz und war später als Posaunist 40 Jahre lang Mitglied der Volker-Klimmer-Band seines Zwillingsbruders Volker Klimmer. Klimmer betrieb von 1975 bis 2005 eine Musikschule, der im Jahre 1993 eine Kunstschule angeschlossen wurde. Mit dem Erreichen des 65. Lebensjahres wurde der Schulbetrieb eingestellt.
Seit 1983 widmet er sich der Aquarellmalerei und besuchte Seminare von John Blockley in England und Bernhard Vogel in Salzburg. Von 1989 bis 1992 absolvierte er ein Fernstudium der Malerei. Zu dieser Zeit erfolgte auch die erste vertiefte Auseinandersetzung mit der Acrylmalerei.
Klimmer lehrt seit 2004 als Dozent u. a. an der Kunstakademie Bad Reichenhall und in seinem Atelier in Morlautern in Seminaren der Acryl- und Aquarelltechnik. Dazu veranstaltet er Malreisen.
Er zählt zu den künstlerischen Schwergewichten im pfälzischen Raum.
2005 wurde ihm in Anerkennung seiner besonderen Verdienste bei der Gestaltung des kulturellen Lebens der Stadt Kaiserslautern das Barbarossa-Siegel verliehen.
2015 gründete Klimmer den Verlag Artbook24 und publizierte im selben Jahr das Buch Meisterklasse Aquarellmalerei ides uruguayischen Aquarellmalers Alvaro Castagnet. Ab 2017 publizierte er über seinen Verlag weitere Bücher, die unter „Publikationen“ aufgeführt sind. Bücher von Bernd Klimmer erschienen als Lizenzausgaben auch in den Niederlanden, Russland und Frankreich. Insgesamt wurden 45 Bücher – die meisten davon über Malerei – publiziert.
Aus Altersgründen hat er seine Seminare an Kunstakademien und im eigenen Atelier eingestellt.
Klimmer lebt in Kaiserslautern.

## Auszeichnungen
- 2007: Kunstpreis im Wettbewerb „Stadtansichten“, der Internet-Galerie Artist Windows.[4][11]
- 2005: Barbarossa-Siegel in Anerkennung seiner Verdienste um die Förderung der Kultur der Stadt Kaiserslautern.[6]

## Publikationen
- Bernd-Klimmer: Praxiswissen Aquarellmalerei. Frech-Verlag, Stuttgart 2011, ISBN 978-3-7724-5093-8.
- Workshop Acryl – Spachtel- und Strukturtechniken. Englisch Verlag, Wiesbaden 2003, ISBN 3-8241-1242-6.
- Acrylmalerei – Landschaften. Englisch Verlag, Wiesbaden 2004, ISBN 3-8241-1264-7.
- Workshop Acryl – Expression in Farbe. Englisch Verlag, Wiesbaden 2005, ISBN 3-8241-1328-7.
- Workshop Acryl – frei und ausdrucksstark. Englisch Verlag, Wiesbaden 2006, ISBN 3-8241-1344-9.
- Mischtechniken mit Acryl. Wege zur abstrakten Bildgestaltung. Christophorus-Verlag, Freiburg, Br 2007, ISBN 978-3-419-53460-1.
- Aquarellmalerei. Neue Techniken und Effekte. Christophorus-Verlag, Stuttgart 2008, ISBN 978-3-419-53483-0.
- Faszinierende Landschaften. Neue Gestaltungsmöglichkeiten und Techniken in Acryl. 1. Auflage. Frechverlag, Stuttgart 2009, ISBN 978-3-7724-6256-6.
- Neue Techniken und Effekte. 1. Auflage. Frechverlag, Stuttgart 2009, ISBN 978-3-7724-5090-7.
- Acrylmalerei Effekte und Mixed Media. 1. Auflage. Christophorusverlag, 2013, ISBN 978-3-86230-252-9.
- Perspektive easy. 1. Auflage. Frech Verlag, 2014, ISBN 978-3-7724-6298-6.
- Workshop Acryl - Freie Malerei: expressiv und ausdrucksstark. 1. Auflage. Christophorus-Verlag, 2015, ISBN 978-3-86230-300-7.
- Draußen skizzieren. 1. Auflage. frech Verlag, 2016, ISBN 978-3-7724-6984-8.
- Spannende Techniken mit Aquarell-/Acrylfarben und mehr. 1. Auflage. Artbook24, 2017, ISBN 978-3-9817619-3-1.
- Wie male ich was? Handbuch: Landschaften in Acryl. 1. Auflage. Artbook24, 2018, ISBN 978-3-9817619-4-8.
- Lust auf Abstraktionen – Einstieg in die freie Malerei. 1. Auflage. Artbook24, 2020, ISBN 978-3-9817619-6-2.
- Von der Lust Kunst zu schaffen – Improvisationen in Malerei und Musik. Biografie, 1. Artbook24, 2019, ISBN 978-3-9817619-5-5.
- Mein – Dein New York – Aquarell – Acryl – Collage – Digital Pop Art. 1. Auflage. Artbook24, ISBN 978-3-9817619-9-3.
- Das moderne Aquarell – Techniken und coole Tricks. 1. Auflage. Artbook24, ISBN 978-3-9817619-8-6.
- Praxiswissen Arcylmalerei. 1. Auflage. Frech Verlag, Stuttgart 2021, ISBN 978-3-7724-4736-5.
- Praxiswissen Aquarellmalerei. 1. Auflage. Frech Verlag, Stuttgart 2021, ISBN 978-3-7724-4719-8.